# Казначеев, Александр Иванович
Алекса́ндр Ива́нович Казначе́ев (7 (18) ноября 1788 — 20 июня (2 июля) 1880) — сенатор, действительный тайный советник, таврический губернатор (1829—1837).

## Биография
Родился 7 (18) ноября 1788 года. Сын рязанского помещика Ивана Васильевича Казначеева от брака его с Авдотьей Александровной Шишковой. Окончил Рязанскую гимназию. С 1807 года служил в канцелярии попечителя Санкт-Петербургского учебного округа Н. Н. Новосильцева. Участник Отечественной войны 1812, проходил службу в петербургском ополчении, был ординарцем М. И. Кутузова, участвовал в битвах при Бородине, при Тарутине и при Лейпциге. С 24 октября 1818 года — полковник.
С 1823 года — правитель канцелярии новороссийского и бессарабского наместника графа M. С. Воронцова, с переименованием из полковников в статские советники. С 1 января 1827 года был градоначальником Феодосии, а 17 апреля 1829 года получил назначение на должность Таврического губернатора. Внёс значительный вклад в благоустройство Симферополя, внимательно относился к нуждам местных жителей, энергично действовал во время бунта в Севастополе, вызванного эпидемией чумы, и в период двухлетнего неурожая и холеры в губернии.

Фонтан памяти Казначеева

В 1834 году был произведён в чин тайного советника, в 1837 году вышел в отставку. В 1845 году был избран таврическим губернским предводителем дворянства.
С 1848 по 1854 годы был одесским градоначальником — до 2 февраля 1854 года когда был назначен сенатором; с 29 ноября 1856 года был членом комиссии, наблюдавшей за постройкой храма Христа Спасителя в Москве. В 1860—1863 гг. был управляющим сохранной и сберегательной кассой при Московском Воспитательном доме.
Умер в Москве 20 июня (2 июля) 1880 года. Был похоронен рядом с женой на кладбище в Новодевичьем монастыре, их могилы были уничтожены в 1930-е годы.
На посту феодосийского градоначальника и таврического губернатора Казначеев всемерно покровительствовал юному феодосийцу Ивану Айвазовскому. Обратив внимание на его выдающиеся способности, содействовал его обучению в Симферопольской гимназии, поступлению в Императорскую Академию художеств. На протяжении всей жизни Айвазовский неизменно поддерживал дружеские отношения с Казначеевым, был благодарен ему за помощь. Так, художником было написано несколько портретов Казначеева. По проекту Айвазовского и на его личные средства в честь Казначеева был возведён местный фонтан.

## Семья

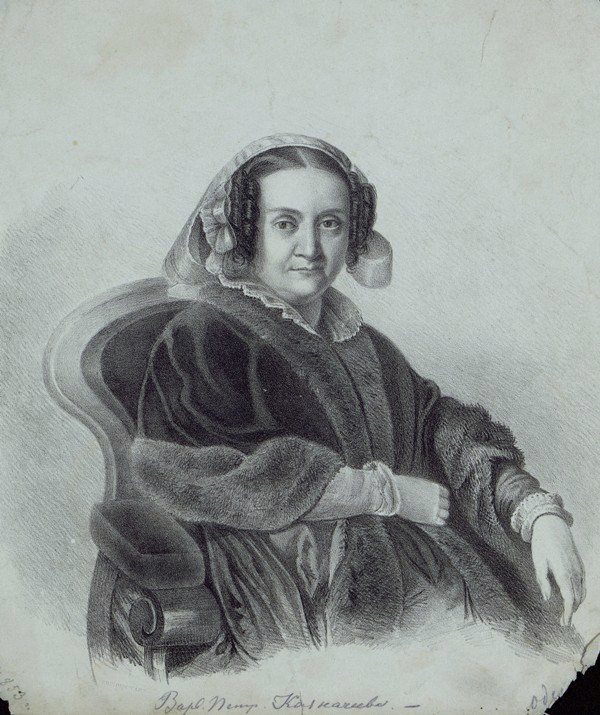
Варвара Дмитриевна (1853)

Жена (с 1816) — княжна Варвара Дмитриевна Волконская (1793—1859), дочь небогатого князя Дмитрия Тимофеевича Волконского (1764—1801) от брака с Екатериной Александровной Болтиной (1767—1832). С будущим мужем познакомилась еще до начала войны 1812 года в Петербурге, где служил её брат, женатый на дочери А. Д. Балашова. По отзыву Вигеля, видевшего Варвару Дмитриевну в 1824 году в Одессе, она была 

…ещё свежа, бела и румяна, но чрезвычайно толста и кривобока, и неприятное лицо её было ничто перед неприятным её нравом… Она всегда была как бы сердита и недовольна. Не видя ни с каких сторон нежных страстных взглядов, она крепче прилепилась к законному любовнику своему, к своей жертве, и душила его своей верностью. К тому же, она имела претензии на ум и на знания, каких у неё не было, выдавала себя за великую литераторшу, говорила, что пишет стихи, которые никому не показывает и хотела бы завести маленькое литературное общество.— Ф. Ф. Вигель. Записки. — М.: Захаров, 2003. — С. 1083.
Н. Н. Мурзакевич в своих воспоминаниях называл супругов Казначеевых  «синими чулками», которые по многим причинам не могли собрать вокруг себя приятного общества. И. П. Липранди же признавался, что Пушкин «без ведомой охоты посещал литературные вечера Варвары Дмитриевны, очень умной, любезной и начитанной женщины, страстной любительницы литературы, но радушное гостеприимство мужа её, не привязывало Пушкина». По словам Л. М. Дерибаса, Варвара Дмитриевна была «строгого нрава и держала в руках не только мужа, но и всех его подчиненных». Она входила во все дела супруга, путалась во все его распоряжения, диктовала приказы, и ему, в высшей степени честному и бескорыстному, и в голову прийти не могло, что он часто подписывал заранее оплаченные решения, ведь ко всем своим недостаткам Варвара Михайловна присоединяла еще и самое бесцеремонное взяточничество. И в Одессе и в Москве все единодушно ее ненавидели так же горячо, как горячо любили ее мужа.
В браке они имели одного сына Александра (02.08.1820—10.11.1901), крестника А. А. Закревского и жены А. С. Шишкова; Александр Александрович Казначеев — инженер, тайный советник.